# Aianteio
Aianteio  este o localitate în Grecia în prefectura Attica, insula Salamina.